# Arga-Jurjach

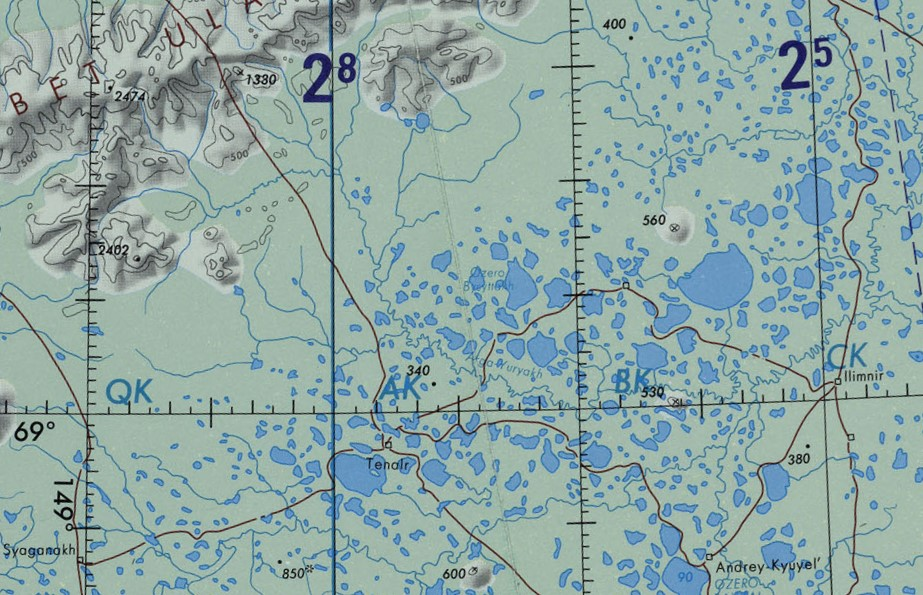
Schéma toku

Arga-Jurjach (rusky Арга-Юрях) je řeka v Jakutské republice v Rusku. Je to levá zdrojnice řeky Rossocha (povodí Alazeje). Je 312 km dlouhá. Povodí má rozlohu 5600 km².

## Průběh toku
Vzniká soutokem řek Zeja a Taba-Bastaach, které stékají z horského hřbetu Ulachan-Sis. Protéká přes Kolymskou nížinu. Jezernatost dosahuje 15,2 %.

## Vodní stav
Zdroj vody je sněhový, dešťový a z tajícího ledu.